# アームストロング郡 (ペンシルベニア州)

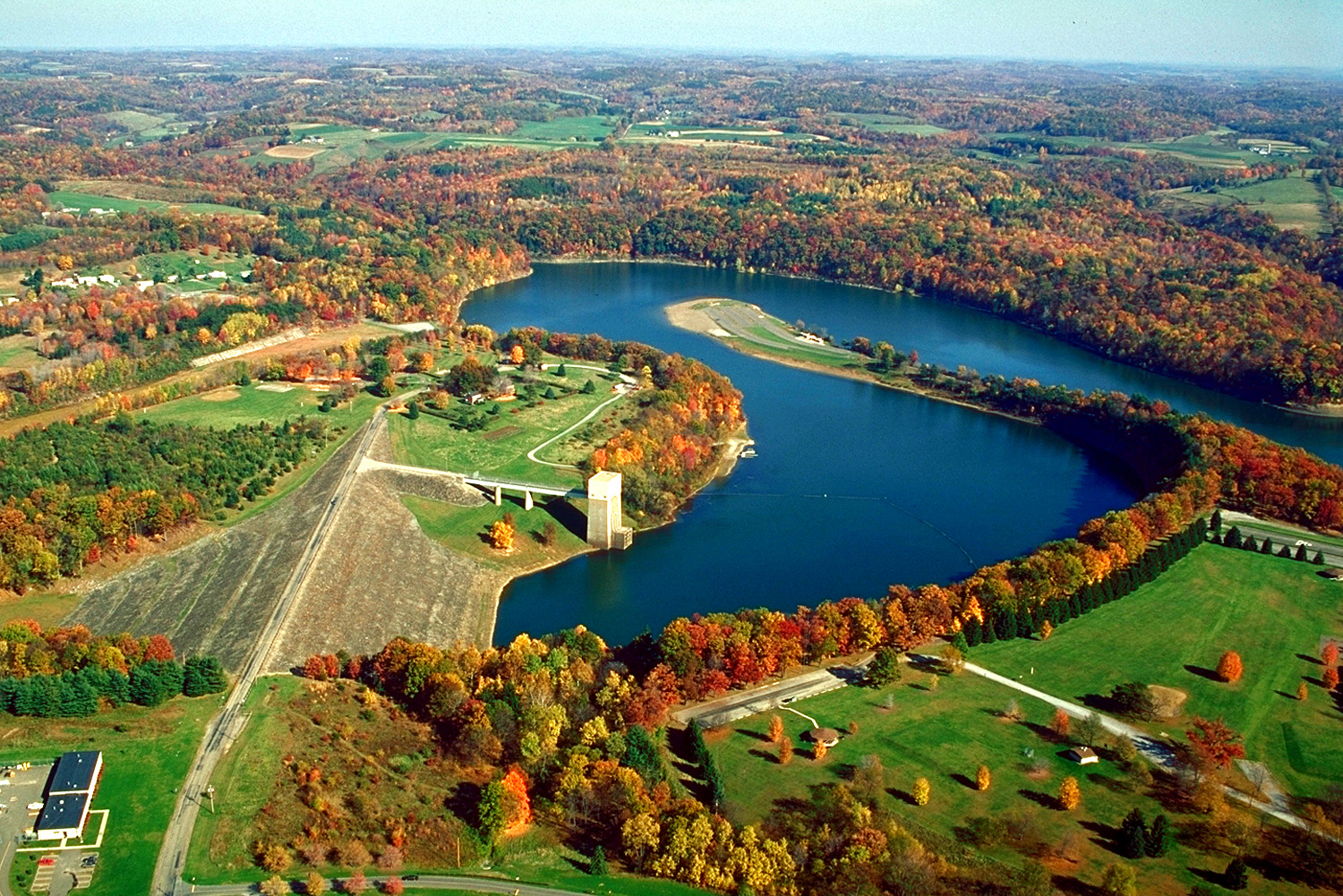
クルックドクリーク湖レクリエーション地域、ダムや貯水池、公園がある、アームストロング郡フォードシティ近く

アームストロング郡（英: Armstrong County）は、アメリカ合衆国ペンシルベニア州の西部に位置する郡である。2010年国勢調査での人口は68,941人であり、2000年の72,392人から4.8%減少した。郡庁所在地はキッタニング・ボロ（人口4,044人）であり、同郡で人口最大の町でもある。
アームストロング郡はピッツバーグとアレゲニー郡の北東にあり、2003年にピッツバーグ大都市圏に加えられた。1800年3月12日にアレゲニー郡、ウェストモアランド郡、ライカミング郡のそれぞれ一部を合わせて設立された。郡名は、大陸会議のペンシルベニア代表となり、アメリカ独立戦争では少将を務めたジョン・アームストロングに因んで名付けられた。

## 歴史
アームストロング郡はジョン・アームストロングに因んで名付けられた。アームストロングはアメリカ独立戦争で准将と少将を務めた。
郡内には法人化された第3級町であるパーカー市があり、石油ブームに沸いて1873年には人口が約2万人いたとされているが、現在では800人を下回り、「アメリカで最少の都市」である。郡内最北西部にある。
ブラディズ・ベンド地域では、ピッツバーグの製鉄所よりも20年早く鉄が作られていた。フォードシティにはジョン・フォードが創設した板ガラスの工場があり、後にピッツバーグ・プレート・グラスになった。
キッタニングは1880年代に州内のどこよりも100万長者が多いと言われていた。
リーチバーグは1869年に金属精錬のために天然ガスを使ったことで国内初となった。天然ガスは石油を掘削しているときに発見され、シベリアン鉄工所のボイラーや炉に導入された。
フリーポート、リーチバーグおよびアポロは、郡の南郡境、アレゲニー川とキスキミネタス川を繋いだペンシルベニア運河沿いに建設された町である。

## 地理
アメリカ合衆国国勢調査局に拠れば、郡域全面積は664平方マイル (1,719.8 km2)であり、このうち陸地654平方マイル (1,693.9 km2)、水域は11平方マイル (28.5 km2)で水域率は1.58%である。

### 河川
郡内の主要河川はアレゲニー川とキスキミネタス川である。クリークとしては、バッファロー、クルックド、コワンシャノック、レッドバンク、マホニングがある。またカーナハン・ランも流れている。アレゲニー川にはマーフィ島、ニコルソン島、ロス島、コグリー諸島がある。

### 隣接する郡
- クラリオン郡 - 北
- ジェファーソン郡 - 北東
- インディアナ郡 - 東
- ウェストモアランド郡 - 南
- アレゲニー郡 - 南西
- バトラー郡 - 西
- ベナンゴ郡 - 北西

## 政治
2008年11月時点でアームストロング郡には45,532人の登録有権者がいた。
- 共和党: 20,763 (45.60%)
- 民主党: 20,525 (45.08%)
- その他の政党: 4,244 (9.32%)

アームストロング郡はアメリカ合衆国下院議員ペンシルベニア州第3選挙区に属し、2013年時点では共和党議員を選出している。ペンシルベニア州議会上院では第38および第41選挙区に属しており、下院では第54、第60、第55、第63および第66選挙区に属している。2013年時点で上院は共和党、民主党各1人、下院は民主党1人、共和党4人となっている。

## 人口動態
以下は2000年国勢調査による人口統計データである。
| 基礎データ - 人口: 72,392人 - 世帯数: 29,005 世帯 - 家族数: 20,535 家族 - 人口密度: 43人/km2（111人/mi2） - 住居数: 32,387軒 - 住居密度: 19軒/km2（50軒/mi2） 人種別人口構成 - 白人: 98.32% - アフリカン・アメリカン: 0.82% - ネイティブ・アメリカン: 0.09% - アジア人: 0.12% - 太平洋諸島系: 0.02% - その他の人種: 0.13% - 混血: 0.50% - ヒスパニック・ラテン系: 0.43% 先祖による構成 - ドイツ系：34.6% - イタリア系：10.8% - アイルランド系：9.3% - アメリカ人：8.7% - イギリス系：7.4% - ポーランド系：5.7% | 年齢別人口構成 - 18歳未満: 22.9% - 18-24歳: 7.2% - 25-44歳: 27.6% - 45-64歳: 24.2% - 65歳以上: 18.0% - 年齢の中央値: 40歳 - 性比（女性100人あたり男性の人口） - 総人口: 94.7 - 18歳以上: 92.1 世帯と家族（対世帯数） - 18歳未満の子供がいる: 29.5% - 結婚・同居している夫婦: 57.9% - 未婚・離婚・死別女性が世帯主: 9.0% - 非家族世帯: 29.2% - 単身世帯: 25.9% - 65歳以上の老人1人暮らし: 13.7% - 平均構成人数 - 世帯: 2.46人 - 家族: 2.95人 |

## 都市と町

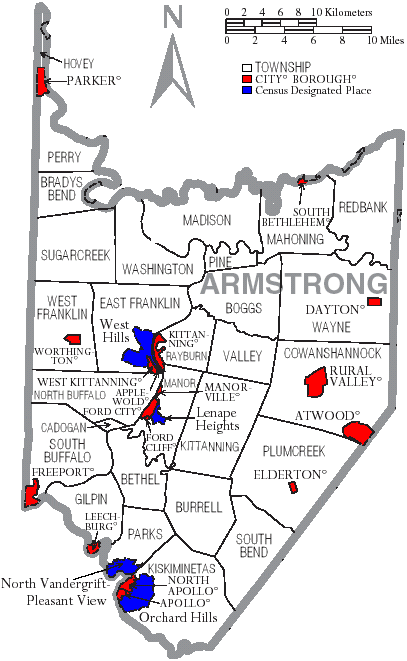
アームストロング郡の自治体、ボロは赤、タウンシップは白、国勢調査指定地域は青

ペンシルベニア州法の下では4種類の自治体がある。市、ボロ、タウンシップ、町である。

### 都市
- パーカー

### ボロ
| - アポロ - アップルウォルド - アットウッド - デイトン - エルダートン - フォードシティ | - フォードクリフ - フリーポート - キッタニング - 郡庁所在地 - リーチバーグ - マナービル | - ノースアポロ - ルーラルバレー - サウスベスレヘム - ウェストキッタニング - ウォージントン |

### タウンシップ
| - ベセル - ボッグス - ブラディズベンド - バーレル - キャドガン - コワンシャノック - イーストフランクリン - ジルピン - ハベイ - キスキミネタス | - キッタニング - マディソン - マホニング - マナー - ノースバッファロー - パークス - ペリー - パイン - プラムクリーク | - レイバーン - レッドバンク - サウスベンド - サウスバッファロー - シュガークリーク - バレー - ワシントン - ウェイン - ウェストフランクリン |

### 国勢調査指定地域
国勢調査指定地域はアメリカ合衆国国勢調査局が人口統計データを取るために設定した地域である。州法の下では実際の司法権が及ぶ範囲ではない。村などその他の未編入領域も下記に挙げる。

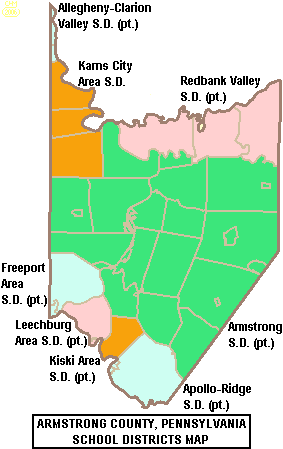
アームストロング郡教育学区の区分図

| - キスキミア - レナペハイツ - ノースバンダーグリフト - プレザントビュー | - オーチャードヒルズ - テンプルトン - ウェストヒルズ |

## 教育

### 高等教育機関
- インディアナ・ペンシルベニア大学ノースポイント - フリーポート

### 公共教育学区
ペンシルベニア州にある高校を持っている教育学区498の中で、3年間の数学と国語の試験成績をもとにランク付けを行っている。各学区の後の数字がその順位である。
- アレゲニー・クラリオンバレー教育学区（部分） - 第415位（2012年）、第448位（2010年）
- アポロ・リッジ教育学区（部分） - 第406位（2012年）、第437位（2010年）
- アームストロング教育学区（部分）高校3校 - 第342位（2012年）、第328位（2010年）
- フリーポート地域教育学区（部分） - 第148位（2012年）、第124位（2010年）
- カーンズシティ地域教育学区（部分） - 第193位（2012年）、第177位（2010年）
- キスキ地域教育学区（部分） - 第96位（2012年）、第101位（2010年）
- リーチバーグ地域教育学区（部分） - 第416位（2012年）、第400位（2010年）
- レッドバンクバレー教育学区（部分） - 第298位（2012年）、第279位（2010年）

### 工業学校
- レナペ工業学校 - フォードシティ

### 私立学校
- アデルフォイ・ビレッジ・ミラー・ホーム - アポロ
- ディバイン・リディーマー学校 - フォードシティ
- ドライノブ・アーミッシュ学校 - スミックスバーグ
- エバンゲリカル・ルーテル学校 - ウォージントン
- グレイス・クリスチャン学校 - キッタニング
- メドウビュー学校 - デイトン
- モデル教育プログラム - キッタニング
- ニューベスレヘム・ウェズレヤン・メソジスト学校 - ニューベスレヘム
- オーチャードヒルズ・クリスチャン・アカデミー - アポロ
- オウルホロー・アーミッシュ学校 - スミックスバーグ
- シャディレーン・アーミッシュ学校 - スミックスバーグ
- シャディラン・アーミッシュ学校 - スミックスバーグ
- ストーニーエーカーズ・アーミッシュ学校 - スミックスバーグ
- ストーニーフラット・アーミッシュ学校 - スミックスバーグ
- ユナイテッド・セレブラル・パルジー・オブ・ウェスタン・ペンシルベニア - スプリングチャーチ
- ウィップアウィル学校 - スミックスバーグ
- ウォージントン・バプテスト・クリスチャン学校 - ウォージントン

### 図書館
郡内には6つの公共図書館がある。
- アポロ記念図書館 - アポロ
- フォードシティ公共図書館 - フォードシティ
- フリーポート地域図書館 - フリーポート
- キッタニング公共図書館 - キッタニング
- リーチバーグ公共図書館 - リーチバーグ
- ウォージントン・ウェストフランクリン・コミュニティ図書館 - ウォージントン